# 下阿尔布拉德
下阿尔布拉德（法語：Arblade-le-Bas，法語發音：[aʁblad lə ba]）是法国热尔省的一个市镇，临近上阿尔布拉德，属于米朗德区。

## 地理
下阿尔布拉德（43°42'26"N, 0°10'37"W）面积7.67 平方千米，位于法国奧克西塔尼大區热尔省，该省份为法国西南部内陆省份，北起顺时针与洛特-加龙省、塔恩-加龙省、上加龙省、上比利牛斯省、大西洋比利牛斯省和朗德省接壤。
与下阿尔布拉德接壤的市镇（或旧市镇、城区）包括：韦尔瓜尼昂、热尔省巴瑟洛讷、勒兰-拉皮若勒、吕佩-维奥勒。
下阿尔布拉德的时区为UTC+01:00、UTC+02:00（夏令时）。

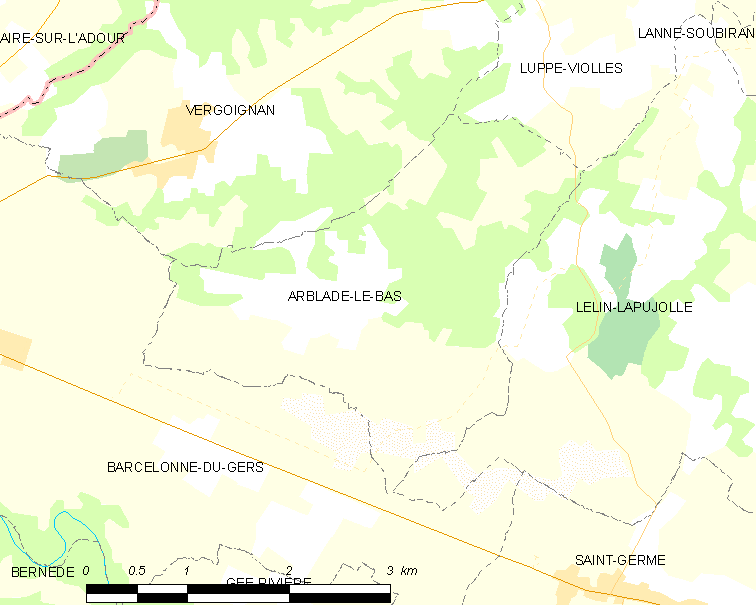
下阿尔布拉德的OSM定位图

## 行政
下阿尔布拉德的邮政编码为32720，INSEE市镇编码为32004。

## 政治
下阿尔布拉德所属的省级选区为热尔阿杜尔县。

## 人口

1962-2008年间下阿尔布拉德人口变化图示

下阿尔布拉德于2022年1月1日时的人口数量为131人。